# عزت سارايلتش
عزت سارايلتش (بالبوسنوية: Izet Sarajlić)‏، (آذار 1930 - أيار 2002) هو شاعر ومؤرخ وفيلسوف بوسني. ويعتبر أهم شعراء البوسنة والهرسك عقب الحرب العالمية الثانية وأكثر الشعراء ترجمة من يوغسلافيا السابقة.

## حياته
ولد في مدينة دوبوج سنة 1930 وانتقل إلى سراييفو سنة 1945. تخرج من قسم الفلسفة في جامعة سارييفو وعمل مدرساً بها. نشر ما يزيد عن 30 كتابا في الشعر ترجمت إلى ما يزيد عن 50 لغة. توفي في ساريفو عام 2002.

## روابط خارجية
- Izet Sarajlić on ezgeta.com